# Durón
Durón település Spanyolországban, Guadalajara tartományban. Durón Alocén, El Olivar, Spain, Budia, Cifuentes, Mantiel és Chillarón del Rey községekkel határos. Lakosainak száma 111 fő (2024).

## Népesség
A település népessége az utóbbi években az alábbiak szerint változott:
| Lakosok száma | 127  | 173  | 151  | 122  | 120  | 121  | 120  | 106  | 105  | 111  |
|               | 2001 | 2004 | 2006 | 2009 | 2011 | 2014 | 2016 | 2019 | 2021 | 2024 |